# Brachylinga curacaoensis
Brachylinga curacaoensis är en tvåvingeart som beskrevs av Webb 2006. Brachylinga curacaoensis ingår i släktet Brachylinga och familjen stilettflugor. Inga underarter finns listade.